# Oxalis acetosella
Oxalis petite oseille
Oxalis acetosella auct. non L. non accepté dont un nom accepté est Oxalis montana (vit en Amérique du Nord).
Espèce
Classification phylogénétique
Oxalis acetosella L., l’Oseille des bois, l’Oxalide des bois, l’Oxalide petite Oseille, l'Oxalis des bois ou l’Oxalis petite oseille, est une plante herbacée pérenne de la famille des Oxalidacées et du genre  Oxalis. Elle est parfois appelée Alleluia, Pain-de-coucou ou Surelle. Elle fleurit d'avril à mai lorsque chante le coucou, d'où son nom vernaculaire. Elle pousse surtout en sous-bois.
Les feuilles sont formées de trois folioles en formes de cœur, pliées en leur milieu. La tige est rouge-brun. Durant la nuit ou en cas de pluie, les feuilles et les fleurs se contractent.

## Caractéristiques
- Organes reproducteurs
  - Couleur dominante des fleurs : blanc
  - Période de floraison : avril-juin
  - Inflorescence : fleur solitaire terminale
  - Sexualité : hermaphrodite
  - Pollinisation : entomogame, autogame
- Graine
  - Fruit : capsule
  - Dissémination : autochore
- Habitat et répartition
  - Habitat type : sous-bois herbacés médioeuropéens, acidophiles
  - Aire de répartition : circumboréal

Données d'après : Julve, Ph., 1998 ff. - Baseflor. Index botanique, écologique et chorologique de la flore de France. Version : 23 avril 2004.

## Habitat
Cette plante est commune en France, sauf dans la région méditerranéenne, en Aquitaine et dans le Bassin Parisien. Elle pousse dans des sols frais et humides, notamment dans des milieux forestiers (bois, sous-bois, ...) ainsi que dans des sols à pH acide,.

## Usages

### Usage culinaire
L'oxalis des bois est utilisé en cuisine pour son goût acidulé. A haute dose cette plante est néanmoins toxique (contient de l'acide oxalique) mais cela reste à nuancer, chez l'humain, la dose orale LDLo (lowest published lethal dose) étant de 600 mg·kg.
La cueillette s'effectue presque toute l'année pour les feuilles, en avril-mai pour les fleurs et en mai-juin pour les jeunes fruits.

### Usage médical
Propriétés médicinales : rafraîchissantes et dépuratives en quantités modérées.
En phytothérapie, l'oxalis des bois est traditionnellement utilisé comme diurétique et antiscorbutique. Ses feuilles, en quantités modérées, servaient contre la fièvre ou comme dépuratif.
Une étude ethnobotanique publiée par Françoise et Grégoire Nicollier en 1984, portant sur 
l'utilisation des plantes dans la vie quotidienne d'autrefois à Bagnes (France), les feuilles de cette plante qui était nommée pan de koutu (« pain de coucou » en patois local) après avoir été mastiquées pouvaient servir à faire un emplâtre sur les enflures ou les infections.

## Galerie

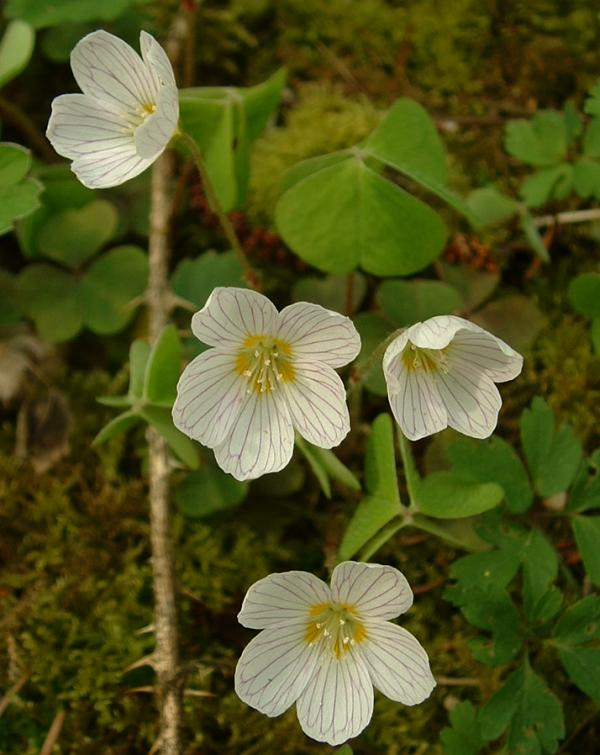
Fleurs d'oxalis petite oseille.
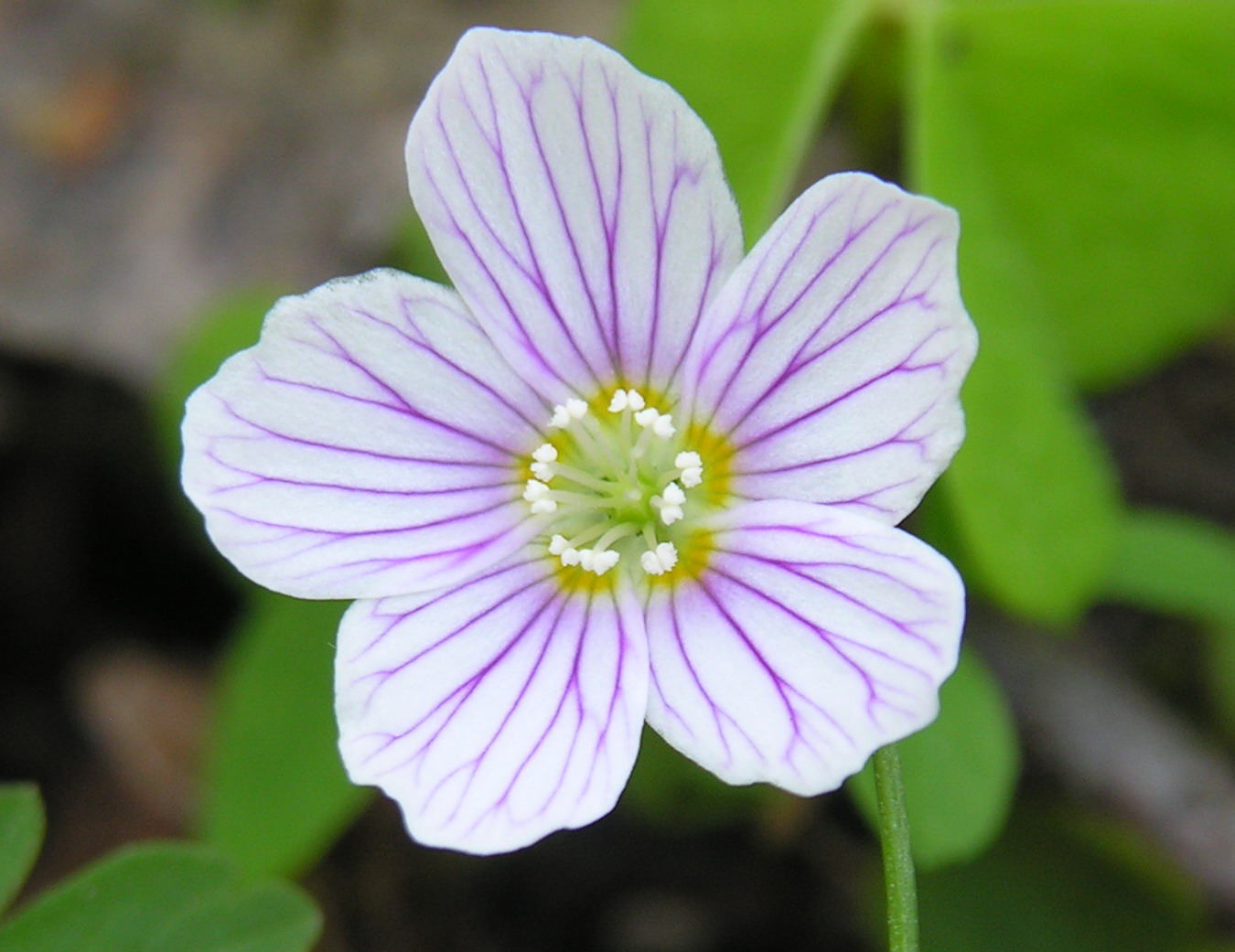
Fleur de d'oxalis petite oseille.
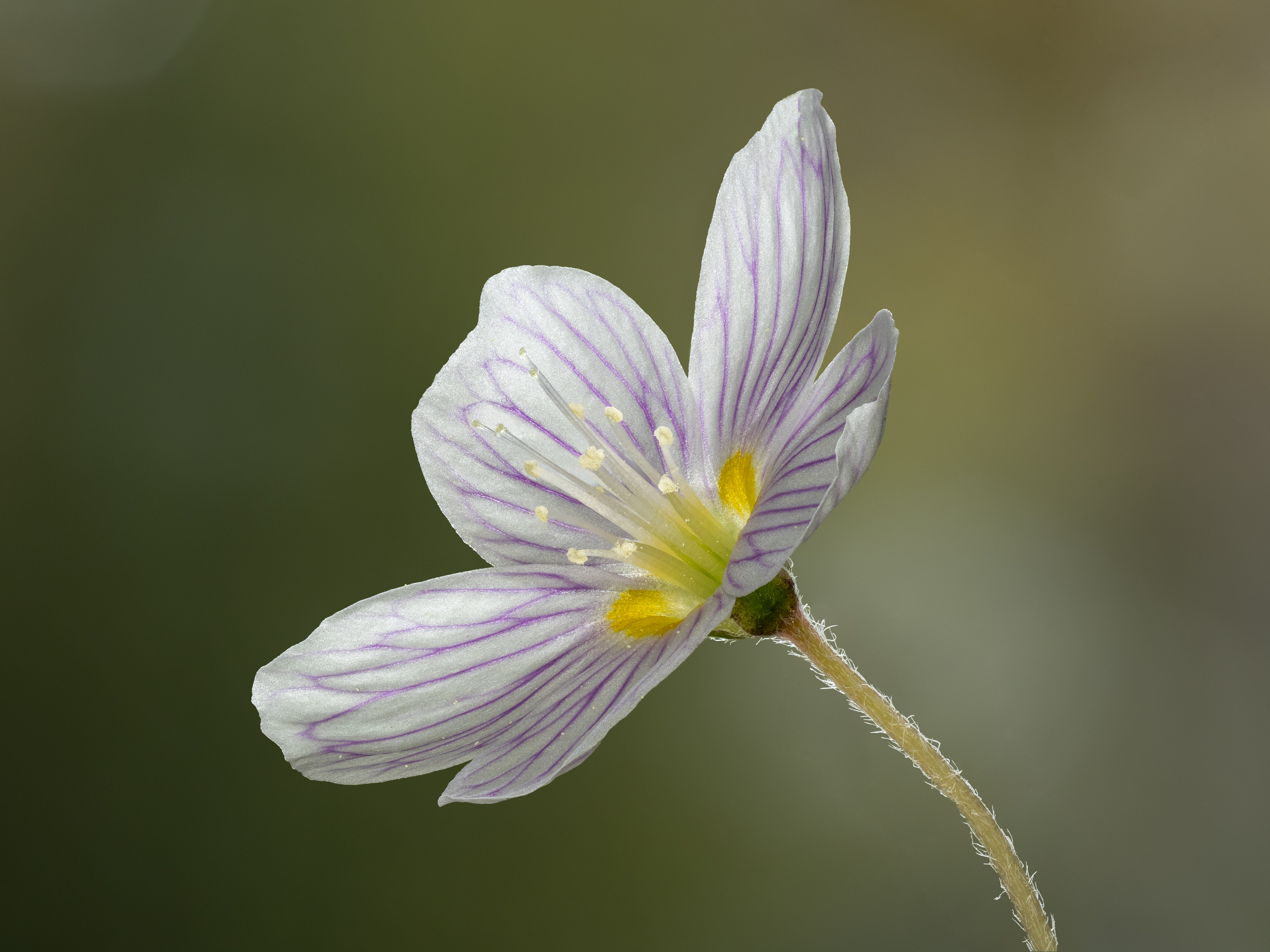
Fleur d’Oxalis acetosella.